# Даниленко, Алексей Евгеньевич
Алексей Евгеньевич Даниленко (5 января 1984, Ставрополь) — российский футболист, защитник, полузащитник.

## Биография
Воспитанник ставропольского СУОР и СДЮШОР «Спартак» Москва. В 2001—2003 годах сыграл 37 игр за дубль «Спартака» и 65 (1 гол) — за молодёжную команду в первенстве КФК. Затем играл за клубы второго дивизиона «Динамо» Ставрополь (2004), «Спартак-МЖК» Рязань (2005—2006), «Ставрополье-2009» (2009). В 2010 году провёл 4 игры в чемпионате Узбекистана в составе «Динамо» Самарканд. Играл в любительских клубах Ставропольского края «Электроавтоматика» Ставрополь (2010), «Союз-СКА» Красногвардейское (2011), «Жемчужина» Золотарёвка (2012).
На юношеском чемпионате Европы (до 16 лет) 2001 года в Англии провёл все 4 матча.